# روبين غارسيا مارتينيز
روبين غارسيا مارتينيز (بالإسبانية: Rubén García Martínez)‏ (6 ديسمبر 1981 بإل باركو دي فالديوراس في إسبانيا - ) هو لاعب كرة قدم إسباني في مركز الوسط. لعب مع راسينغ سانتاندير وريال أوفييدو وريال يونيون وكولتورال ليونيسا ونادي إيبار ونادي سالامانكا ونادي سمورة ونادي لوغو ويونيون ديبورتيفا لوغرينييس وSD Noja ‏ ورايو كانتابريا ‏ وجيمناستيسيا  توريلافيجا ‏ وCD Puertollano ‏.

## وصلات خارجية
- روبين غارسيا مارتينيز على موقع قاعدة بيانات كرة القدم.إي يو (الإنجليزية)
- روبين غارسيا مارتينيز على موقع Soccerway.com (الإنجليزية)